# Пуэрто-Пеньяско
Пуэ́рто-Пенья́ско (исп. Puerto Peñasco) — город в Мексике, штат Сонора, входит в состав одноимённого муниципалитета и является его административным центром. Численность населения, по данным переписи 2020 года, составила 62 301 человек.

## Топонимика
Название Puerto Peñasco с испанского языка можно перевести как порт среди скал.

## История
Поселение было основано в 1927 году как рыбацкая община, куда прибывали рыбаки со всего штата во время сезона рыбалки на тотоабу. Рыбаки селились в палатках и навесах среди скал, от чего и появилось название Peñasco — скала.
В 1932 году в поселении обосновываются постоянные жители и в нём открывается полицейский участок, подчиняющийся комиссарии Сонойты.
В период 1940-1941 годов через Пуэрто-Пеньяско была проложена железная дорога из Соноры в Нижнюю Калифорнию, что способствовало росту населённого пункта.
В 1952 году статус Пуэрто-Пеньяско повышается до города, и он становится административным центром одноимённого муниципалитета.